# Y Crucis
Y Crucis är en pulserande variabel av Mira Ceti-typ (M) i stjärnbilden Södra korset.
Stjärnan varierar mellan fotografisk magnitud +10,8 och 16,0 med en period av 214 dygn.